# Religion au Vietnam
Religion au Viêt Nam (2014)
- Religion traditionnelle vietnamienne ou non religieux (73,1 %)
- Bouddhisme (12,2 %)
- Catholicisme (6,9 %)
- Caodaïsme (4,8 %)
- Protestantisme (1,5 %)
- Hoahaoism (1,4 %)
- Autres (0,1 %)

Les religions traditionnelles vietnamiennes sont les plus anciennes religions au Viêt Nam. Elles ont été fortement influencées par les doctrines du confucianisme et du taoïsme de Chine, ainsi que par une forte tradition de bouddhisme (appelées les trois enseignements ou tam giáo). Selon les statistiques officielles du gouvernement, en 2014, 24 millions de personnes s'identifiaient à l'une des religions organisées reconnues, sur une population de 90 millions. Parmi eux, 11 millions sont bouddhistes (12,2 %), 6,2 millions sont catholiques (6,9 %), 4,4 millions sont caodaistes (4,8 %), 1,4 million sont protestants (1,6 %), 1,3 million sont Hòa Hảo (1,4 %), et 75 000 sont musulmans, 7 000 bahá'ís, 1 500 hindous ou appartenant à d'autres groupes plus petits (<1 %). Les religions traditionnelles (culte des dieux, des déesses et des ancêtres) connaissent un regain de faveur depuis les années 1980.
Selon les estimations du Pew Research Center, la plupart des vietnamiens pratiquants en 2010 pratiquaient des religions traditionnelles (45,3 %). 16,4 % étaient bouddhistes, 8,2 % étaient chrétiens (principalement catholiques) et environ 30 % n'étaient affiliés à aucune religion. Officiellement, la république socialiste du Viêt Nam est un État athée.

## Aperçu
D'après un recensement de 1999, la majorité des Vietnamiens affirment qu'ils n'ont pas d’affiliation religieuse. Toutefois, la religion, définie comme un ensemble de pratiques et de croyances partagées, demeure partie intégrante de la vie vietnamienne, dictant les comportements sociaux et les pratiques spirituelles des Vietnamiens au Viêt Nam comme à l'étranger. Les Trois Enseignements (vietnamien : tam giáo), qui font références au mélange syncrétique entre le bouddhisme mahāyāna, le Confucianisme, et le Taoïsme, ainsi qu'aux religions traditionnelles vietnamiennes, influencent fortement les croyances et les pratiques des vietnamiens, même si les taux d'appartenance formelle à ces communautés religieuses ne le reflètent pas. Une des pratiques spirituelles les plus remarquables et universelles parmi les Vietnamiens est le culte des ancêtres, une coutume partagée avec les Chinois et la majorité des cultures d'Asie de l'Est. Pratiquement tous les Vietnamiens, indépendamment de leur affiliation religieuse formelle, ont un autel chez eux ou sur leur lieu de travail auquel ils offrent des prières à leurs ancêtres. Ces offrandes et ces prières sont effectuées fréquemment durant d'importantes fêtes religieuses ou traditionnelles, comme la commémoration d'un décès. Il est commun de croire aux fantômes (en) et aux esprits; ainsi qu'à la transformation des ancêtres en "fantômes affamés (en)" si les rites du culte des ancêtres ne sont pas correctement respectés.
D'après un rapport du Pew Research Center de 2002, 24 % de la population vietnamienne considère la religion comme « très importante ».

### Statistiques
| Groupe religieux                                                         | Pourcentage de la population en 2009 | Pourcentage de la Population en 2010 | Pourcentage de la Population en 2014 |
| ------------------------------------------------------------------------ | ------------------------------------ | ------------------------------------ | ------------------------------------ |
| Religion folklorique vietnamienne, et pas de religion déclarée/ athéisme | 81,6 %                               | 74.9 %                               | 73,1 %                               |
| Bouddhisme                                                               | 7,9 %                                | 16,4 %                               | 12,2 %                               |
| Christianisme                                                            | 7,5 %                                | 8,2 %                                | 8,4 %                                |
| catholicisme                                                             | 6,6 %                                | n / a                                | 6,9 %                                |
| protestantisme                                                           | 0,9 %                                | n / a                                | 1,5 %                                |
| Caodaïsme                                                                | 1,0 %                                | n / a                                | 4,8 %                                |
| Hoahaoïsme                                                               | 1,6 %                                | n / a                                | 1,4 %                                |
| Autres religions                                                         | 0,2 %                                | 0,5 %                                | 0,1 %                                |

## Histoire

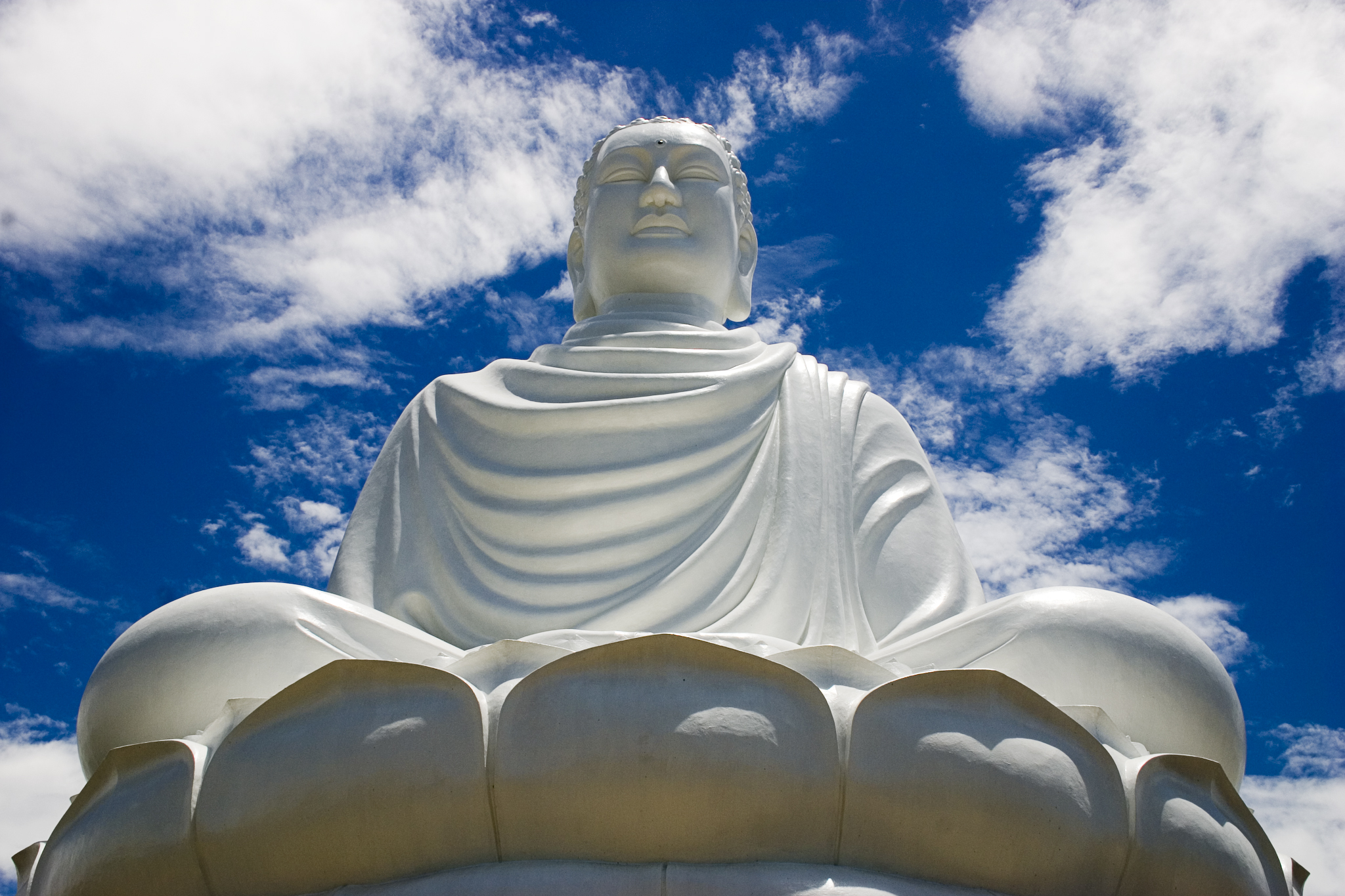
Grande statue de Bouddha à Nha Trang, Viêt Nam.

Les premières pratiques religieuses vietnamiennes étaient animistes et totemistes. Les décorations sur les tambours en bronze de Dong Son (en), dont la valeur est souvent considérée comme cérémonielle et peut-être religieuse, représentent des figures d'oiseaux, ce qui a conduit les historiens à croire que les oiseaux étaient des objets de culte pour les premiers Vietnamiens. Les dragons étaient une autre figure récurrente de l'art vietnamien, découlant de la vénération de Lạc Long Quân (en), un dragon-roi mythique supposé être le père du peuple vietnamien. Le contact avec la civilisation chinoise et l'introduction des Trois Enseignements du bouddhisme, du confucianisme et du taoïsme ont apporté une dimension éthique et morale supplémentaire aux religions autochtones vietnamiennes.

## Religion populaire vietnamienne
- Liste des groupes ethniques du Viêt Nam
- Religion traditionnelle vietnamienne, Mythologie vietnamienne (en), Mythes vietnamiens de la création
- Culte des déesses-mères au Vietnam, Đạo Mẫu (en)
- Bà Chúa Xứ (en), Bà Chúa Kho (en)
- Les Quatre Palais (en) : Princesse Thanh Vân (Mẫu Cửu Trùng Thiên), Tây Thiên Quốc Mẫu Lăng Thị Tiêu (Mẫu Tây Thiên, Chúa Tây Thiên), Princesse Liễu Hạnh (Mẫu Liễu Hạnh, Bà Chúa Liễu), Mẫu Thiên Y A Na (Thiên Hậu Thánh Mẫu, Bà Chúa Ngọc)
- Les Quatre Immortels (en) : Thánh Gióng, Liễu Hạnh (en), Tản Viên Sơn Thánh (en), Chử Đồng Tử (en)
- Tiên Thiên Đạo, pendant vietnamien du Xiantiandao (en) (voir Nouvelles religions chinoises)
- Ông Trời (en) (dieu du Ciel-Paradis), Ông Địa (Thần Đất, dieu de la Terre/terrain), Ông Táo (en) (dieu de la Cuisine/Famille)
- Thành hoàng (en), divinité protectrice de village, temple communal vietnamien (en)
- Thiên Y A Na (en)
- Culte de Thánh Trần (en) en révérence à Trần Hưng Đạo (1228-1300)
- Minh Đạo, ou Đạo Minh
- Đạo Tứ Ân Hiếu Nghĩa
- Culte de la baleine (en)
- Đạo Bửu Sơn Kỳ Hương (en) (Chemin du parfum étrange de la Montagne Précieuse), fondée en 1849 par Đoàn Minh Huyên (vi) (1807-1856) (également connu comme Doan Van Huyen, Le Huong Thien, Giac Linh, Vénéré Maître Bouddha Tay An), puis Huỳnh Phú Sổ (1820-1947) (fondateur de la secte bouddhiste Hòa Hảo (1939)).
- Minh Đường Trung Tân (École d’enseignement du bien), mouvement créé dans les années 1990, en hommage au sage Nguyên Binh Khiêm (1491-1585)
- Lên đồng (en), rituel de transe
- Chầu văn (en), forme (non) religieuse de chant et danse de communication médiumnique avec telle divinité
- Cây nêu, arbre totem-tabou (de nouvel an)

## Bouddhisme

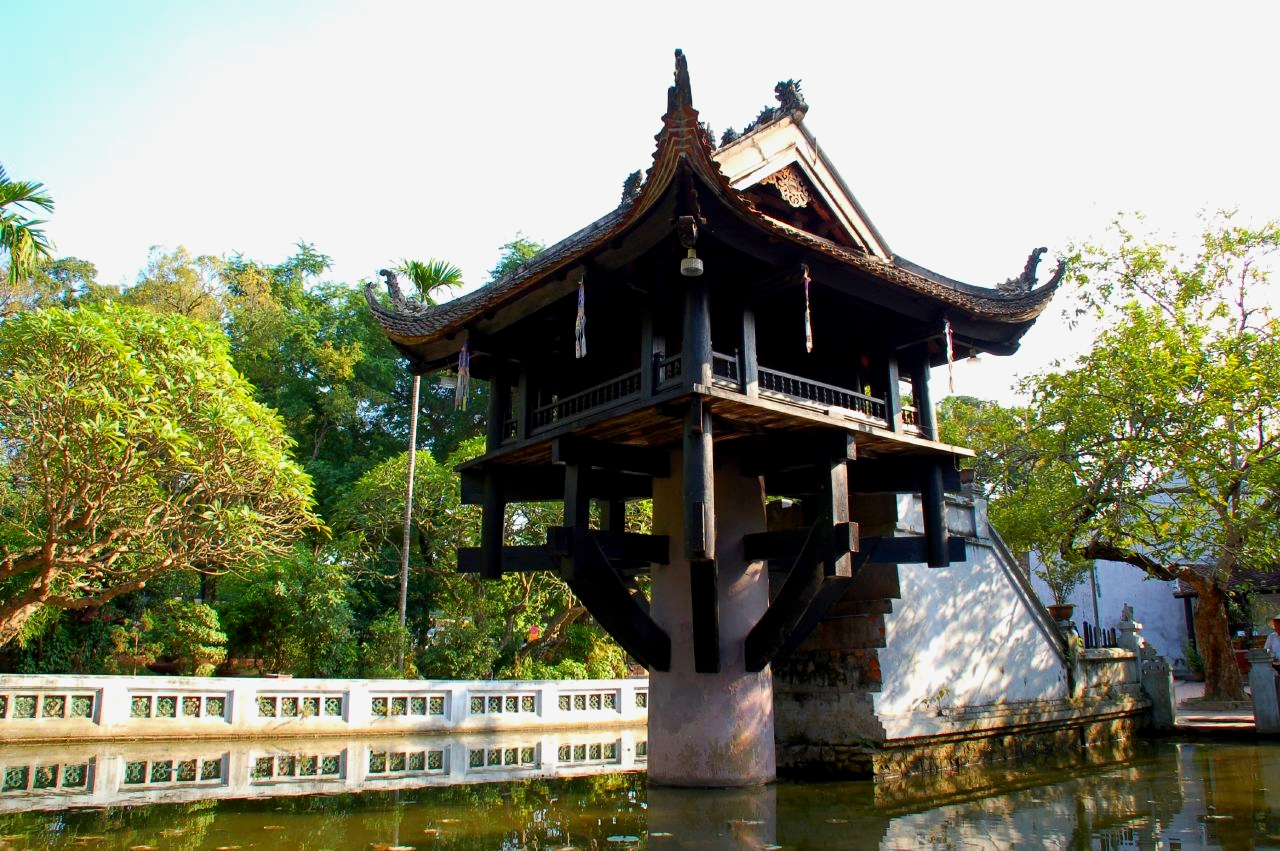
Pagode au pilier unique de Hà Nội, temple bouddhiste historique.

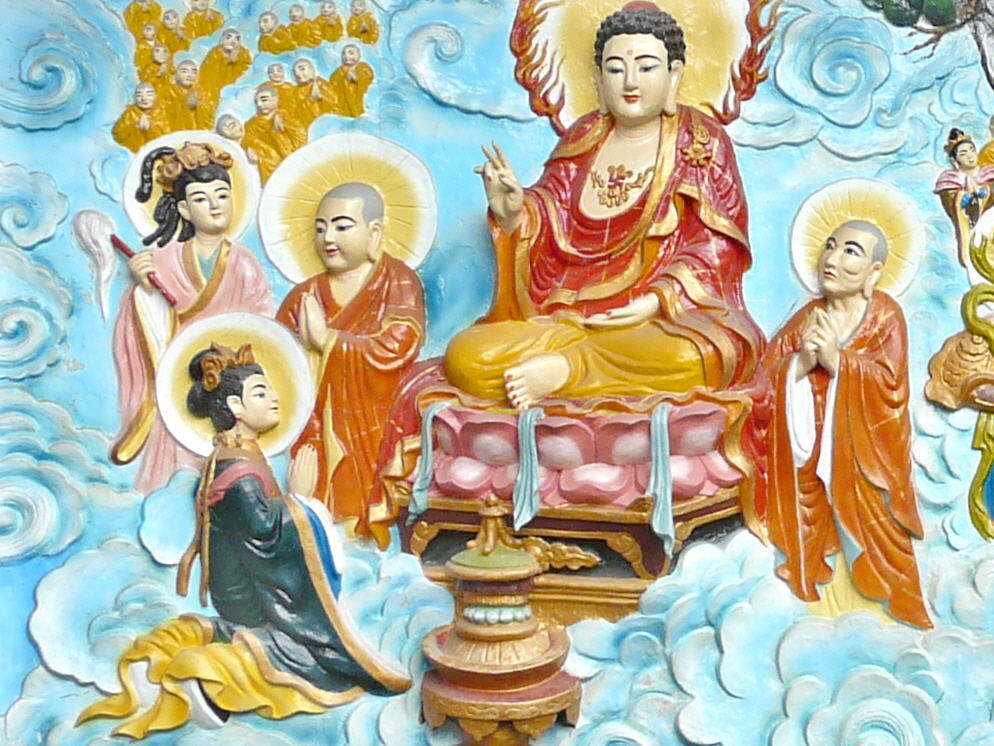
Amitabha Buddha, le maître de la Terre Pure, bénit une dévote dans ce relief de la pagode Quan Am à Cholon.

Le bouddhisme a été introduit au Viêt Nam dès le IIe siècle par le nord depuis la Chine et par les routes du sud depuis l'Inde. Le bouddhisme Mahayana s'est d'abord propagé de la Chine à la région du delta du fleuve Rouge au Viêt Nam vers 300 après J-C. Le bouddhisme Theravada est arrivé de l'Inde dans la région du sud du delta du Mékong des années plus tard, entre 300 et 600 après J-C. Le bouddhisme tel qu'il est pratiqué par les Viet appartient principalement à l'école Mahayana, bien que certaines minorités (comme les Khmers Krom dans la région sud du Delta du Viêt Nam) adhèrent à l'école Theravada.
La pratique du bouddhisme au Viêt Nam est différente de celle d'autres pays asiatiques, et n'implique pas les mêmes institutions, hiérarchies ou sanghas. Elle a développé une relation symbiotique avec le taoïsme, la spiritualité chinoise et les religions autochtones vietnamiennes. La majorité des pratiquants vietnamiens du bouddhisme se concentre davantage sur le culte que sur la méditation.

### Terre pure
Le bouddhisme de la Terre pure est une branche importante du bouddhisme Mahayana et serait l'une des écoles les plus populaires du bouddhisme au Viêt Nam, dont les pratiquants récitent couramment des sutras, des chants et des dharanis cherchant à obtenir la protection des bodhisattvas ou dharmapalas. Alors que les traditions, pratiques et concepts de la Terre Pure se retrouvent dans la cosmologie Mahayana, et sont un élément important des traditions bouddhistes au Viêt Nam, le bouddhisme de la Terre Pure n'a pas été indépendamment reconnu comme une branche du bouddhisme avant 2007, avec la reconnaissance officielle de l'Association Vietnamienne du Bouddhisme de la Terre Pure en tant qu'organisation religieuse légale et indépendante.

### Hòa Hảo
Le Hòa Hảo est une tradition religieuse, basée sur le bouddhisme, fondée en 1939 par Huỳnh Phú Sổ, originaire de la région du delta du Mékong au sud du Viêt Nam. Les fidèles considèrent Sổ comme un prophète, et le Hòa Hảo comme une continuation du mouvement bouddhiste du XIXe siècle connu sous le nom de Đạo Bửu Sơn Kỳ Hương (vi) (« parfum étrange des montagnes précieuses », se référant à la chaîne de montagne Bảy Núi (en) à la frontière entre le Viêt Nam et le Cambodge). Les fondateurs de ces traditions sont considérés par les adeptes du Hòa Hảo comme des bouddhas vivants - destinés à sauver l'humanité de la souffrance et à protéger la nation vietnamienne. Une caractéristique importante du Hòa Hảo est l'accent mis sur les paysans, illustré par le vieux slogan «Pratiquer le bouddhisme en cultivant sa terre». Le Hòa Hảo insiste également sur la pratique du bouddhisme par les laïcs à la maison, plutôt que de se concentrer sur le culte et l'ordination au temple. L'aide aux pauvres est préférée à la construction de pagodes ou à des rituels coûteux.
Il s'agit aujourd'hui d'une religion officiellement reconnue, qui revendique aux alentours de deux millions de fidèles à travers le Viêt Nam. Dans certaines parties du delta du Mékong, jusqu'à 90 pour cent de la population pratiquent cette tradition. Étant donné que de nombreux enseignements de Huỳnh Phú Sổ se rapportaient d'une manière ou d'une autre au nationalisme vietnamien, l'adhésion au Hòa Hảo en dehors du Viêt Nam est minime et se limite à la diaspora vietnamienne aux États-Unis.

### Tứ Ân Hiếu Nghĩa
Tứ Ân Hiếu Nghĩa («Quatre dettes de gratitude»), une branche du bouddhisme basée dans la province d'An Giang, est l'une des religions les plus récemment enregistrées au Viêt Nam. Elle est basée sur les enseignements de Ngô Lợi (1831–1890). Selon les statistiques officielles du gouvernement Tứ Ân Hiếu Nghĩa a revendiqué plus de 70 000 adeptes enregistrés et 476 chefs religieux en 2005, concentrés dans 76 lieux de culte répartis dans 14 provinces, principalement dans le sud du Viêt Nam.

## Christianisme

### Catholicisme

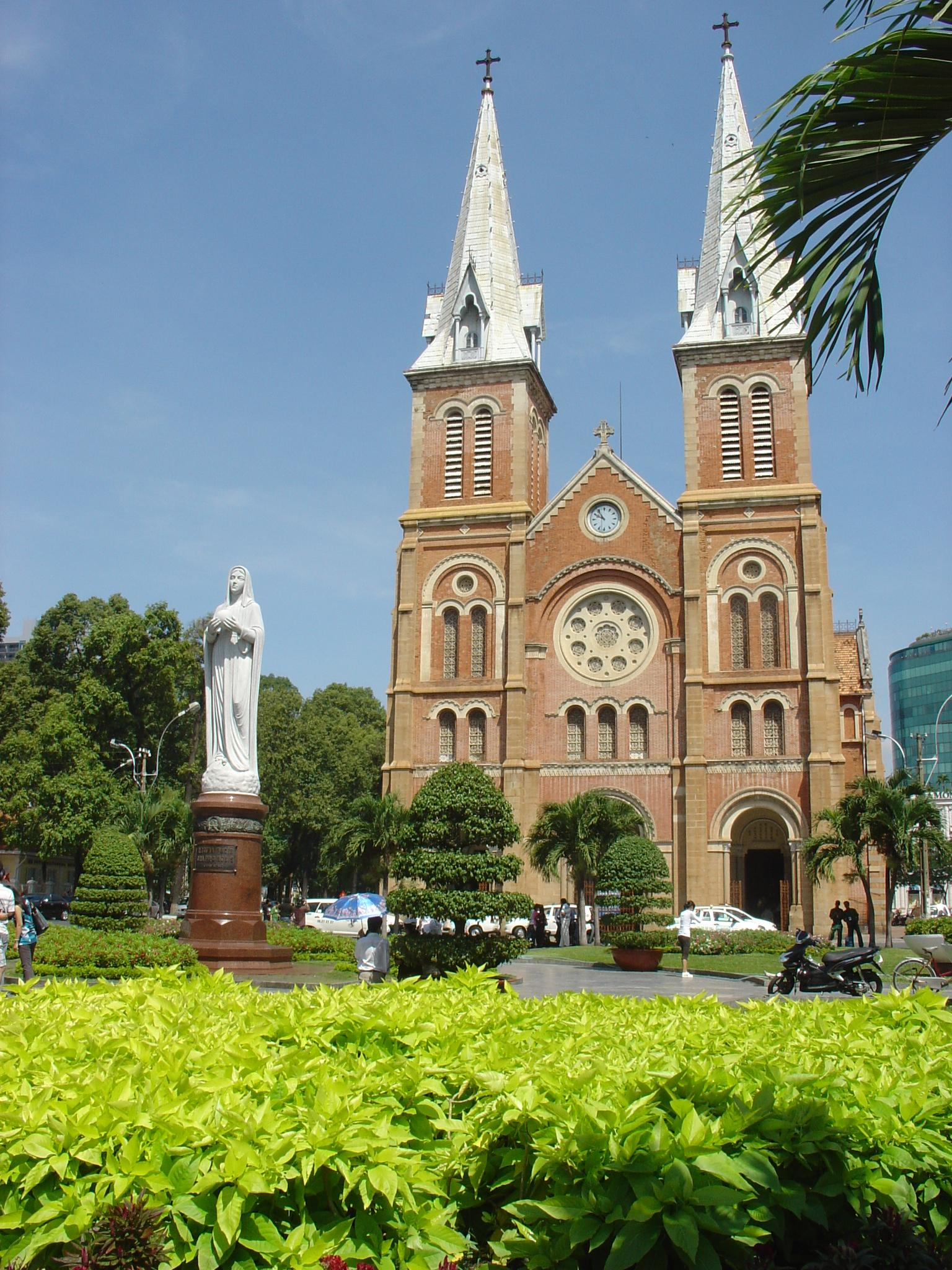
Cathédrale Notre-Dame de Hô Chi Minh-Ville, Viêt Nam.

De loin l'église chrétienne la plus répandue au Viêt Nam, le catholicisme romain est entré dans le pays par l'intermédiaire de missionnaires catholiques portugais au XVIe siècle et a renforcé son influence au cours des XVIIe et XVIIIe siècles. Les premières missions n'ont connues qu'un succès médiocre. Ce sont des missions Jésuites plus tardives qui ont mené à la création de communautés chrétiennes durables.
Le missionnaire jésuite Alexandre de Rhodes, qui a travaillé au Viêt Nam de 1624 à 1644, était l'un des missionnaires les plus importants de cette période Il a notamment contribué de manière considérable et durable à la culture vietnamienne en créant un alphabet pour le vietnamien en collaboration avec des savants vietnamiens et en se basant sur les travaux plus anciens de missionnaires portugais, en particulier ceux de Gaspar do Amaral, Antonio Barbosa et Francisco de Pina. Cet alphabet, basé sur l'alphabet latin avec l'ajout de signes diacritiques, était à l'origine utilisé afin de faciliter les efforts d’évangélisation et d'enseignement. Il est encore en usage aujourd'hui, sous le nom de chữ quốc ngữ, (« écriture de la langue nationale ») 
Le prêtre missionnaire français Pierre Pigneau de Behaine a joué un rôle clé dans l'histoire vietnamienne vers la fin du XVIIIe siècle en se liant d'amitié avec Nguyễn Ánh, le plus ancien des seigneurs Nguyễn au pouvoir à avoir échappé à la rébellion des frères Tây Sơn en 1777,,,,,. Après avoir été le confident et le conseiller militaire de Nguyễn Ánh pendant un temps de besoin,,,, ce dernier accorda sa faveur à l'Église . Pendant le règne ultérieur de Nguyễn Ánh en tant qu'empereur Gia Long, la foi catholique a été autorisée à mener des activités missionnaires sans entrave par respect pour ses bienfaiteurs. Au moment de l'accession de l'empereur au trône en 1802, le Viêt Nam comptait 3 diocèses catholiques avec 320 000 membres et plus de 120 prêtres vietnamiens.
Selon le Catholic Hierarchy Catalog, il y a 6 332 700 catholiques au Viêt Nam, soit 7,0 % de la population totale. Il y a 26 diocèses (dont trois archidiocèses) avec 2228 paroisses et 2668 prêtres.

### Christianisme évangélique
La première mission évangélique a été fondée à Da Nang en 1911 par le missionnaire évangélique canadien Robert A. Jaffray, membre de l'Alliance chrétienne et missionnaire . Des églises de cette mission ont fondé l’Église évangélique d'Indochine en 1927. En raison de la séparation du pays en deux en 1954, cette dernière a été renommée Église évangélique du Viêt Nam Nord (ECVN), et reconnue officiellement par le gouvernement en 1963. Les églises du Sud ont fondé l'Église évangélique du Viêt Nam Sud (SECV), reconnue en 2001 .
La Convention baptiste du Vietnam a ses origines dans une mission américaine du Conseil de mission internationale en 1959 à Hô-Chi-Minh-Ville (portant encore alors le nom de Saïgon).  Elle est officiellement fondée en 1989. Selon un recensement de l’association, en 2023 elle disait avoir 509 églises et 51,000 membres. En octobre 2007, elle a été officiellement reconnue par le gouvernement 
L’Église mennonite du Vietnam a ses origines dans une mission américaine en 1957. Elle a été fondée en 1964. En octobre 2007, elle revendiquait 10 000 membres et a été officiellement reconnue par le gouvernement . 
Les Assemblées de Dieu du Vietnam ont leurs origines dans une mission américaine en 1970. Elles revendiquait environ 40 000 fidèles en 2009. En octobre 2009, elles ont reçu une autorisation officielle d'exercer du gouvernement, ce qui est la première étape pour devenir une organisation légale. 
En 2001, le gouvernement vietnamien estimait le nombre de protestants à 500 000, les Églises revendiquant quant à elles le chiffre de 1 million de fidèles. La croissance a été la plus prononcée parmi les membres des peuples minoritaires (Montagnards (en)) tels que les Hmong, les Ede, les Jarai et les Bahnar, avec des estimations internes affirmant que les deux tiers de tous les protestants au Viêt Nam sont membres de minorités ethniques. Selon certaines estimations, la croissance des fidèles protestants au Viêt Nam aurait atteint jusqu'à 600 % de 1990 à 2000. Certains des nouveaux convertis appartiennent à des églises de maison évangéliques non enregistrées, dont le nombre total de fidèles est d'environ 200 000 personnes.
En 2023, sur une population de 103 millions, le Vietnam compterait environ 1% de chrétiens protestants, toutes tendances confondues.

### Orthodoxie orientale
L'Église orthodoxe russe est représentée à Vũng Tàu, au Viêt Nam, principalement parmi les employés russophones de la coentreprise russo-vietnamienne Vietsovpetro. La paroisse, qui porte le nom de l'icône de Notre-Dame de Kazan, a été ouverte en 2002 avec la bénédiction du Saint-Synode de l'Église orthodoxe russe, qui avait été donné à Troitse-Sergiyeva Lavra . Les représentants du département des relations extérieures de l'Église orthodoxe russe viennent de temps en temps à Vũng Tàu pour diriger les cérémonies de la semaine sainte et de Pâques.
Le Viêt Nam est également mentionné comme territoire sous la juridiction du Métropolite de Hong Kong et d'Asie du Sud-Est Nikitas (Patriarcat œcuménique de Constantinople), bien qu'il n'y ait aucune information sur ses activités organisées là-bas.Église de Jésus-Christ des Saints des Derniers Jours 
Le 31 mai 2016, les dirigeants de l'Église de Jésus-Christ des saints des derniers jours (Église SDJ) ont rencontré des responsables vietnamiens. Le Comité gouvernemental pour les affaires religieuses a officiellement reconnu le comité représentatif de l'église. Les congrégations se réunissent actuellement à Hanoï et à Hô Chi Minh-Ville .

## Caodaïsme

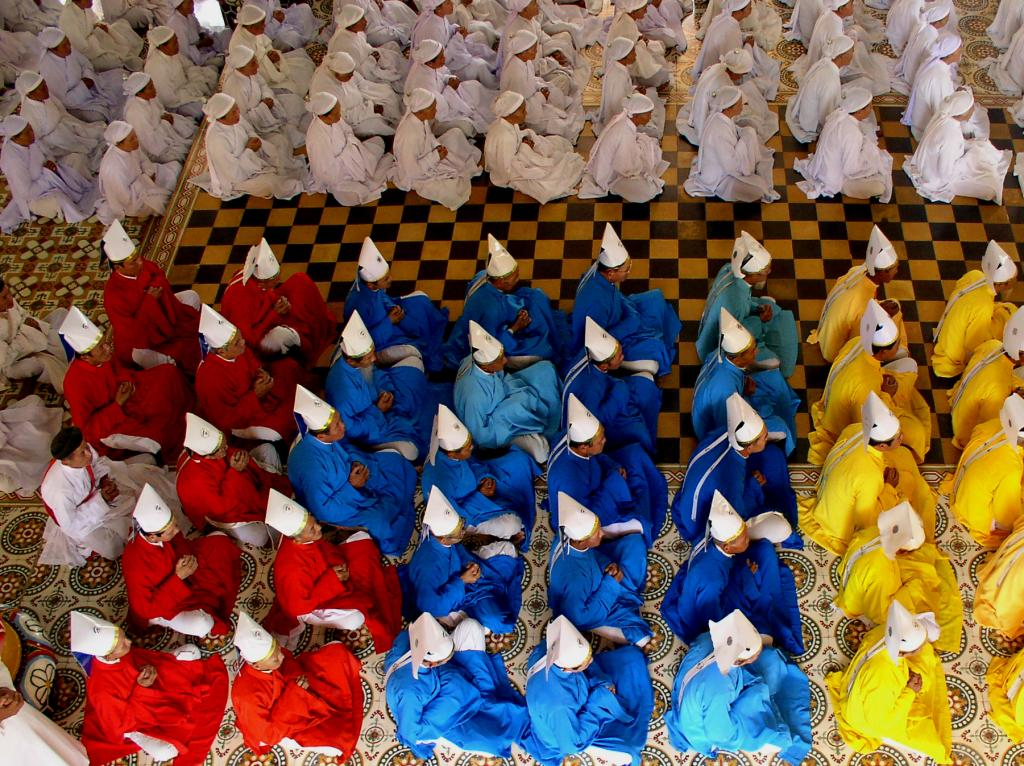
Des moines priant au Saint-Siège du Caodaïsme à Tây Ninh, Viêt Nam.

Le caodaïsme est une religion syncrétique et monothéiste relativement nouvelle, officiellement établie dans la ville de Tây Ninh, au sud du Viêt Nam, en 1926. Le terme Cao Đài signifie littéralement «la plus haute tour», ou au sens figuré, le lieu le plus élevé où Dieu règne. Les premiers disciples de Cao Đài, Ngô Văn Chiêu, Cao Quỳnh Cư, Phạm Công Tắc (en) et Cao Hoài Sang, ont affirmé avoir fait l'objet de communications directes de la part de Dieu, qui leur aurait donné des instructions explicites pour l'établissement d'une nouvelle religion qui ouvrirait la Troisième Ère de l'Amnistie Religieuse. On trouve parmi les pratiques des fidèles du caodaïsme la prière, le culte des ancêtres, la non-violence et le végétarisme. Leur premier objectif est de rejoindre Dieu dans l'au-delà, et surtout de se libérer du cycle de la naissance et de la mort.
2,2 millions de membres du Tây Ninh Cao Đài étaient enregistrés en 2005, mais le gouvernement estime le nombre de fidèles du caodaïsme à 3,2 million en prenant en compte une douzaine d'autres dénominations. Selon les statistiques officielles, en 2014, le nombre estimé de fidèles est de 4,4 millions. Il s'agissait d'une augmentation spectaculaire de 1,2 million d'adeptes, soit une augmentation de 37,5 %. Il est plus probable que les fidèles «non officiels» aient décidé qu'il était désormais acceptable de s'identifier publiquement comme adeptes de la religion au cours des sept dernières années. De nombreuses sources extérieures donnent un chiffre entre 4 et 6 millions. Certaines estimations atteignent 8 millions d'adhérents au Viêt Nam. 30 000 autres fidèles (les nombres peuvent varier) (principalement membres de la diaspora vietnamienne) vivent aux États-Unis, en Europe et en Australie.

## Hindouisme

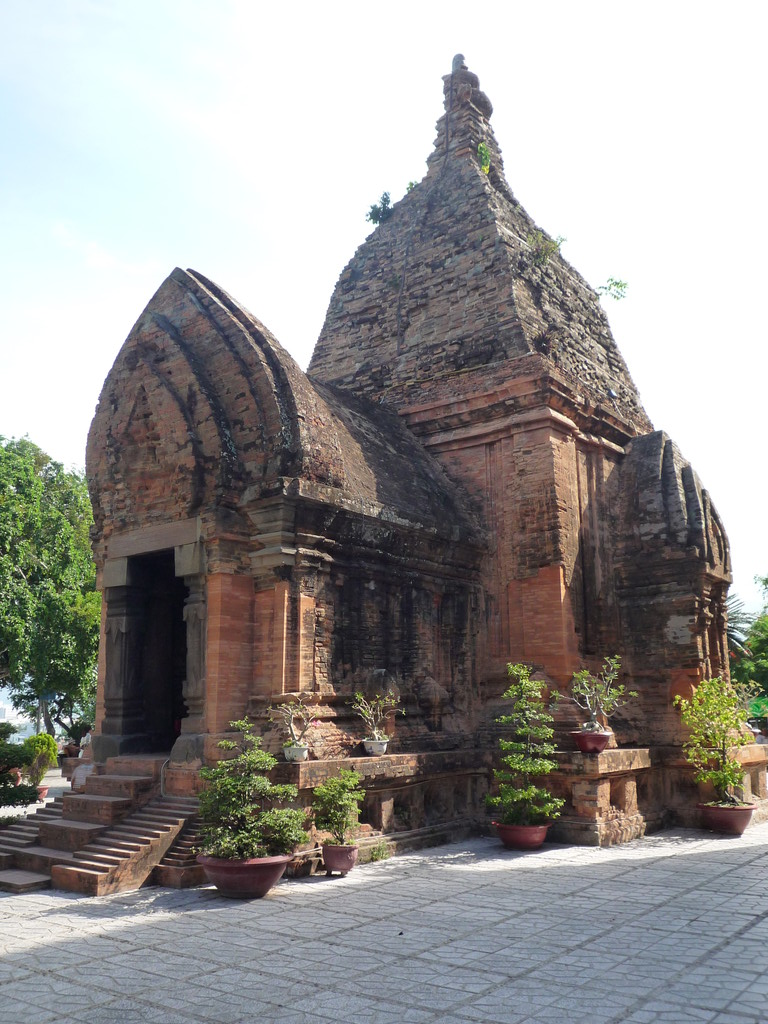
Temple hindou à Nha Trang, Viêt Nam

La majorité des hindous au Viêt Nam est issue de la minorité ethnique Cham. La première religion du royaume de Champā était une forme d'hindouisme shivaïte, introduit par voie maritime depuis l'Inde. Les Chams ont érigé des temps hindous dans le centre du Viêt Nam, dont beaucoup sont encore fréquentés aujourd'hui. Le sanctuaire abandonné de Mỹ Sơn, un site classé au patrimoine mondial de l'UNESCO est un des temples Chams les plus célèbres.
Près de 50 000 Chams dans la zone côtière du centre-sud du Viêt Nam pratiquent l'hindouisme. La majorité des Chams hindous appartiennent à la caste Kshatriya, mais une importante minorité est Brahmane. 4000 autres hindous (principalement Tamouls, et sinon d'origine cham ou indo-vietnamienne) vivent à Hô Chi Minh-Ville, dont le temple de Mariamman est un lieu important pour la communauté .
Selon le recensement de 2009, il y a un total de 56 427 Chams hindous au Viêt Nam. Parmi ceux-ci, 40 695 se trouvent dans la province de Ninh Thuận et 15 094 autres sont à Bình Thuận.

## Islam

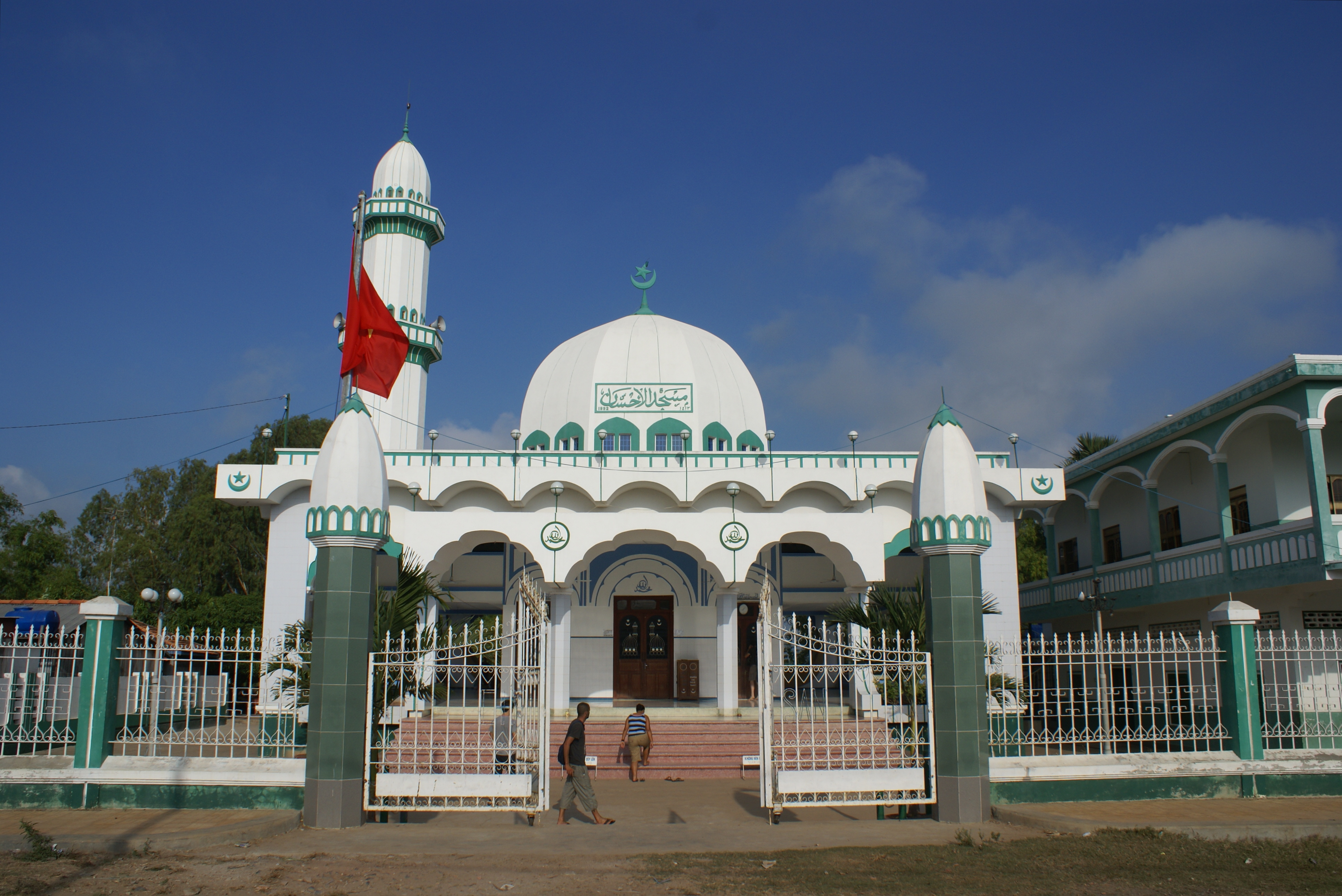
Mosquée à An Giang.

Tout comme l'hindouisme, l'adhésion à l'islam au Viêt Nam est principalement associée à la minorité ethnique Cham. On suppose que l'islam est venu au Viêt Nam bien après son arrivée en Chine sous la dynastie Tang (618 – 907), par contact avec des commerçants arabes. Le nombre d'adeptes a commencé à augmenter à mesure que les contacts avec le sultanat de Malacca se sont intensifiés à la suite de l'effondrement du royaume de Champa en 1471, mais l'islam n'est pas très répandu parmi les Chams avant le milieu du XVIIe siècle. Au milieu du XIXe siècle, de nombreux musulmans Chams ont émigré du Cambodge et se sont installés dans la région du delta du Mékong, renforçant la présence de l'islam au Viêt Nam.
L'isolement des musulmans du Viêt Nam vis-à-vis du reste du monde musulman, ainsi que l'absence d'écoles religieuses, ont amené l'islam vietnamien à devenir syncrétique. Même si la théologie islamique des Chams a fait l'objet d'une adaptation locale, ils se considèrent musulmans. Ils prient cependant le vendredi et ne célèbrent le Ramadan que durant trois jours. La circoncision n'est pas opérée de manière physique, mais symbolique, un dirigeant religieux mimant les gestes de la circoncision avec un couteau en bois non tranchant.
La plus grande mosquée du Viêt Nam a été ouverte en janvier 2006 à Xuân Lộc, province de Đồng Nai ; sa construction a été partiellement financée par des dons de l'Arabie saoudite.
D'après un recensement de 2005, on compte 66 000 musulmans au Viêt Nam, contre 63 000 en 1999. Plus de 77 % vivaient dans la région du sud-est, dont 34 % dans la province de Ninh Thuận, 24 % dans la province de Bình Thuận et 9 % à Hô Chi Minh-Ville ; 22 % vivaient dans la région du delta du Mékong, principalement dans la province d'An Giang . Dans la province de Ninh Thuận, où résident la plupart des Cham du Viêt Nam, on compte près de 22 000 Chams musulmans. Sur les 22 villages de Ninh Thuận, 7 sont musulmans.
Les Chams du Viêt Nam ont le statut de minorité mais ne sont pas reconnus comme un peuple autochtone par le gouvernement vietnamien, bien qu'ils sont originaires de cette région. Les Chams hindous et musulmans ont subi des persécutions religieuses et ethniques ainsi que des restrictions sur leur foi de la part du gouvernement vietnamien actuel. L’État a confisqué des propriétés chams et a interdit à certains Chams de pratiquer leur religion. Des temples hindous ont été convertis en sites touristiques contre la volonté des hindous chams. En 2010 et 2013, plusieurs incidents se sont produits dans les villages de Thành Tín et Phươc Nhơn où des Chams ont été assassinés par des Vietnamiens. En 2012, la police vietnamienne du village de Chau Giang a fait irruption dans une mosquée Cham, a volé le générateur électrique et a également violé des filles Chams. Les musulmans chams du delta du Mékong ont également été réduits à la pauvreté par les politiques vietnamiennes, avec des Viêt s'installant sur des terres à majorité cham avec le soutien de l'État.
Le gouvernement vietnamien craint que des preuves de l'influence du Champa sur le conflit en mer de Chine méridionale n'attirent l'attention sur les atteintes au droit de l'homme et les massacres de minorités ethniques au Viêt Nam, comme lors des émeutes de 2001 et de 2004, et ne mettent en avant la question de l'autonomie des Chams. En effet, les Vietnamiens ont conquis les Chams hindous et musulmans lors d'une guerre en 1832, et les Vietnamiens continuent de détruire des artefacts culturels chams, de piller des temples chams ou de construire par-dessus, d'interdire les pratiques religieuses chams ou d'omettre toute référence à l'ancienne capitale cham de Song Luy, détruite lors de l'invasion de 1832, dans les livres d'Histoire et les guides touristiques. Le niveau de vie des Chams est inférieur à la moyenne nationale du Viêt Nam, et beaucoup d'entre eux n'ont pas accès à l'eau ou à l’électricité.

## Judaïsme
Les premiers Juifs à visiter le Viêt Nam sont certainement arrivés après la colonisation française du pays, durant la seconde moitié du XIXe siècle. Dans les années 1860 et 1870, on trouve dans les colonnes de The Jewish Chronicle quelques références à une présence juive à Saigon.
En 1939, on estime la population totale des communautés juives de Haïphong, Hanoï, Saigon et Da Nang en Indochine française à environ 1 000 personnes. En 1940, les lois sur le statut des Juifs du régime de Vichy sont promulguées en Indochine française, causant de nombreuses discriminations à l'égard des Juifs. Les lois anti-juives furent abrogées en janvier 1945.
Avant l’évacuation française d'Indochine en 1954, la population juive d'Indochine (qui comprend le Viêt Nam, le Laos et le Cambodge,) est de 1500 ; La plupart d'entre eux quittent le pays avec les autres Français, ne laissant derrière eux aucune communauté juive organisée. En 1971, on répertorie encore 12 Juifs à Hô Chi Minh-Ville. D'après le Rapport sur la liberté religieuse internationale du ministère des Affaires étrangères des États-Unis en 2005 « aucun incident antisémite n'a été rapporté durant la période étudiée dans ce rapport. La petite population juive du pays est presque exclusivement constituée d'expatriés ».
- Histoire des Juifs au Viêt Nam (en) (environ 100 en 2010)

## Bahaïsme
Établie dans les années 1950, la communauté Bahaï du Viêt Nam a compté jusqu'à 200 000 fidèles, principalement concentrés dans le sud du pays. Leur nombre a chuté à la suite de l'interdiction de la pratique du Bahaïsme après la guerre du Viêt Nam. Après des années de négociation, le Bahaïsme obtint en 2007 un certificat d'opération, lui permettant de fonctionner de manière similaire aux religions officiellement reconnues.En 2009, on estimait à 7000 le nombre de fidèles, réparties en 73 assemblées.

## Liberté de culte
La liberté de culte est inscrite dans la Constitution de la république socialiste du Viêt Nam, mais des restrictions demeurent sur les activités de nombreux groupes religieux. Le gouvernement garde un rôle important dans l'administration des religions officiellement reconnues. Les plus grandes restrictions sont appliquées aux groupes perçus comme une menace à l'autorité du Parti communiste vietnamien. En 2007, six religions étaient reconnus par l'État : le bouddhisme, le catholicisme, le protestantisme, l'islam, le caodaïsme et le Hòa Hảo En 2007, le Comité des affaires religieuses a décerné des certificats d'opération à trois nouvelles religions. Tout citoyen est déclaré libre de suivre une, plusieurs ou aucune religion, de pratiquer une religion dans les limites de la loi, de ne pas subir de discriminations sur la base de leur appartenance religieuse, et d'être protégés d'atteintes à leur liberté de culte..
En réalité, la liberté religieuse au Viêt Nam connait des limites. Les missionnaires étrangers ne sont pas autorisés à faire du prosélytisme ou à pratiquer d'autres activités religieuses. Aucune autre religion que les 9 susmentionnées n'est autorisée. Il est interdit aux prêcheurs et aux organisations religieuses d'utiliser la religion afin de diffuser des idéologies opposées au gouvernement.
Malgré les tentatives du gouvernements vietnamien d'améliorer son image à l'international et d'assouplir les restrictions sur la liberté de culte, les cas de persécutions de dirigeants religieux dissidents n'ont pas cessé ces dernières années. Le secrétaire général de l'Église mennonite au Viêt Nam (en) et défenseur de la liberté religieuse Nguyễn Hồng Quang (en) a été arrêté en 2004 et sa maison rasée. Les Montagnards (en) chrétiens et leurs églises de maison continuent de souffrir du contrôle et des restrictions de l'État. En mars 2007, un membre de la principale congrégation de Hanoi de l'Église évangélique du Viêt Nam (Nord) Nguyen Van Dai a été arrêté pour des accusations liées à sa défense de la liberté religieuse, y compris la diffusion de prétendues «infractions» à la liberté religieuse.